# 阿卜杜拉·本·阿拔斯
阿卜杜拉·本·阿拔斯（阿拉伯语：عَبْد ٱللَّٰه ٱبْن عَبَّاس，ʿAbd Allāh ibn ʿAbbās）是阿拔斯·本·阿卜杜勒·穆塔利卜之子，伊斯蘭教先知穆罕默德的堂弟。他的母親是盧巴巴·賓·哈里斯，其宣稱是第二位皈依伊斯蘭教的女性。
阿卜杜拉的母親在他剛出生不久就將他帶到穆罕默德身旁，因此他是早期的「薩哈巴」（聖伴，先知的同伴）之一。穆罕默德去世後，阿卜杜拉開始向其他薩哈巴收集穆罕默德的聖訓。他被認為是最偉大的太甫綏魯學者，對於古蘭經的註解有巨大的貢獻。在穆罕默德的女婿、第四代哈里發阿里·本·阿比·塔利卜在位期間，阿卜杜拉堅定支持阿里的領導，對抗穆阿維亞一世。建立阿拔斯王朝的薩法赫是他的曾孫。